# Seznam dílů seriálu Vraždy podle Agathy Christie
Toto je seznam dílů seriálu Vraždy podle Agathy Christie. Francouzský seriál Vraždy podle Agathy Christie je vysílán od roku 2009 a dosud bylo odvysíláno 40 epizod. Každý díl je volnou adaptací příběhu od Agathy Christie

## Přehled řad
| Řada | Díly          | Premiéra ve Francii | Premiéra ve Francii | Premiéra v ČR | Premiéra v ČR |
| Řada | Díly          | První díl           | Poslední díl        | První díl     | Poslední díl  |
| ---- | ------------- | ------------------- | ------------------- | ------------- | ------------- |
| 1    | 11            | 9. ledna 2009       | 14. září 2012       | vysíláno      | vysíláno      |
| 2    | 27            | 29. března 2013     | 16. října 2020      | vysíláno      | bude oznámeno |
| 3    | bude oznámeno | 29. ledna 2021      | bude oznámeno       | bude oznámeno | bude oznámeno |

## Seznam dílů

### První řada (2009–2012)
| Č. v seriálu | Č. v řadě | Původní název             | Český název          | Režie           | Scénář                            | Premiéra ve Francii | Premiéra v ČR      |
| ------------ | --------- | ------------------------- | -------------------- | --------------- | --------------------------------- | ------------------- | ------------------ |
| 1            | 1         | Les Meurtres ABC          | Vraždy podle abecedy | Éric Woreth     | Jean-Luc Gaget                    | 9. ledna 2009       | vysíláno           |
| 2            | 2         | Am stram gram             | Enyky benyky         | Stéphane Kappes | Sylvie Simon                      | 16. ledna 2009      | 11. dubna 2010     |
| 3            | 3         | La Plume empoisonnée      | Jedovaté pero        | Éric Woreth     | Sylvie Simon                      | 11. září 2009       | 25. dubna 2010     |
| 4            | 4         | La Maison du péril        | Dům na úskalí        | Éric Woreth     | Thierry Debroux                   | 6. listopadu 2009   | 2. května 2010     |
| 5            | 5         | Le Chat et les Souris     | Kočka mezi holuby    | Éric Woreth     | Thierry Debroux                   | 8. září 2010        | 6. října 2013      |
| 6            | 6         | Je ne suis pas coupable   | Jsem nevinná         | Éric Woreth     | Thierry Debroux                   | 15. září 2010       | 13. října 2013     |
| 7            | 7         | Cinq Petits Cochons       | Pět malých prasátek  | Éric Woreth     | Sylvie Simon                      | 8. dubna 2011       | 20. října 2013     |
| 8            | 8         | Le Flux et le Reflux      | Čas přílivu          | Éric Woreth     | Sylvie Simon                      | 15. dubna 2011      | 27. října 2013     |
| 9            | 9         | Un cadavre sur l'oreiller | Mrtvá na polštáři    | Éric Woreth     | Sylvie Simon                      | 28. října 2011      | 3. listopadu 2013  |
| 10           | 10        | Un meurtre en sommeil     | Zapomenutá vražda    | Éric Woreth     | Anne Giafferi a Murielle Magellan | 17. února 2012      | 10. listopadu 2013 |
| 11           | 11        | Le Couteau sur la nuque   | Nůž na krku          | Renaud Bertrand | Thierry Debroux                   | 14. září 2012       | 17. listopadu 2013 |

### Druhá řada (2013–2020)
| Č. v seriálu | Č. v řadě | Původní název                       | Český název                | Režie                   | Scénář                                                             | Premiéra ve Francii | Premiéra v ČR      |
| ------------ | --------- | ----------------------------------- | -------------------------- | ----------------------- | ------------------------------------------------------------------ | ------------------- | ------------------ |
| 12           | 1         | Jeux de glaces                      | Smysluplná vražda          | Éric Woreth             | Sylvie Simon                                                       | 29. března 2013     | 24. listopadu 2013 |
| 13           | 2         | Meurtre au champagne                | Perlivý kyanid             | Éric Woreth             | Sylvie Simon                                                       | 5. dubna 2013       | 1. prosince 2013   |
| 14           | 3         | Témoin muet                         | Němý svědek                | Marc Angelo             | Thierry Debroux                                                    | 22. listopadu 2013  | 13. listopadu 2015 |
| 15           | 4         | Pourquoi pas Martin ?               | Proč nepožádali Martina?   | Marc Angelo             | Sylvie Simon                                                       | 27. prosince 2013   | 20. listopadu 2015 |
| 16           | 5         | Meurtre à la kermesse               | Viděla jsem vraždu         | Éric Woreth             | Jean-Luc Gaget                                                     | 26. září 2014       | 27. listopadu 2015 |
| 17           | 6         | Cartes sur table                    | Karty na stole             | Éric Woreth             | Sylvie Simon                                                       | 3. října 2014       | 4. prosince 2015   |
| 18           | 7         | Le crime ne paie pas                | Vražda se nevyplácí        | Marc Angelo             | Thierry Debroux                                                    | 10. října 2014      | 11. prosince 2015  |
| 19           | 8         | Pension Vanilos                     | Zlatá brána otevřena       | Éric Woreth             | Sylvie Simon                                                       | 28. srpna 2015      | 31. srpna 2019     |
| 20           | 9         | Un meurtre est-il facile ?          | Vraždit je snadné          | Marc Angelo             | Jean-Luc Gaget                                                     | 4. září 2015        | 24. srpna 2019     |
| 21           | 10        | Mademoiselle MacGinty est morte     | Smrt staré posluhovačky    | Éric Woreth             | Thierry Debroux                                                    | 11. září 2015       | 20. března 2021    |
| 22           | 11        | Murder Party                        | Oznamuje se vražda         | Éric Woreth             | Sylvie Simon                                                       | 18. září 2015       | 27. března 2021    |
| 23           | 12        | L'Étrange Enlèvement du petit Bruno | Podivný únos malého Bruna  | Éric Woreth             | Jean-Luc Gaget                                                     | 26. srpna 2016      | 3. dubna 2021      |
| 24           | 13        | Le Cheval pâle                      | Plavý kůň                  | Olivier Panchot         | Sylvie Simon                                                       | 2. září 2016        | 16. ledna 2021     |
| 25           | 14        | L'Affaire Protheroe                 | Vražda na faře             | Olivier Panchot         | Pierre Linhart, Marc Angelo, Thierry Debroux a Daniel Saint-Hamont | 9. září 2016        | 23. ledna 2021     |
| 26           | 15        | La Mystérieuse Affaire de Styles    | Záhada na zámku Styles     | Éric Woreth             | Pierre Linhart                                                     | 16. září 2016       | 6. února 2021      |
| 27           | 16        | Albert Major parlait trop           | Karibské tajemství         | Éric Woreth             | Bruno Dega a Jeanne Le Guillou                                     | 23. září 2016       | 30. ledna 2021     |
| 28           | 17        | L'Homme au complet marron           | Muž v hnědém obleku        | Rodolphe Tissot         | Thierry Debroux                                                    | 1. září 2017        | 13. února 2021     |
| 29           | 18        | Le miroir se brisa                  | Rozbité zrcadlo            | Rodolphe Tissot         | Jennifer Have a Zina Modiano                                       | 8. září 2017        | 20. února 2021     |
| 30           | 19        | Crimes haute couture                | Třetí dívka                | Nicolas Picard-Dreyfuss | Jennifer Have a Zina Modiano                                       | 15. září 2017       | 27. února 2021     |
| 31           | 20        | Le Crime de Noël                    | Tajemství sirotčince       | Rodolphe Tissot         | Thierry Debroux                                                    | 22. prosince 2017   | 6. března 2021     |
| 32           | 21        | Drame en trois actes                | Tragédie o třech jednáních | Nicolas Picard-Dreyfuss | Sylvie Simon                                                       | 31. srpna 2018      | 13. března 2021    |
| 33           | 22        | Meurtres en solde                   | Sleva na vraždu            | Didier Bivel            | Catherine Hoffmann, Bertrand Lorel a Zina Modiano                  | 7. září 2018        | 20. března 2021    |
| 34           | 23        | Mélodie mortelle                    | Vražedná melodie           | Christophe Campos       | Jennifer Have a Anne Peyregne                                      | 28. září 2018       | 27. března 2021    |
| 35           | 24        | Ding Dingue Dong                    | Ostrov bláznů              | Christophe Campos       | Sylvie Simon                                                       | 6. září 2019        | 3. dubna 2021      |
| 36           | 25        | L'Heure zéro                        | Nultá hodina               | Nicolas Picard-Dreyfuss | Flore Kosinetz a Hélène Lombard                                    | 13. září 2019       | 10. dubna 2021     |
| 37           | 26        | Rendez-vous avec la mort            | Schůzka se smrtí           | Nicolas Picard-Dreyfuss | Sylvie Simon                                                       | 20. září 2019       | 17. dubna 2021     |
| 38           | 27        | Un cadavre au petit déjeuner        | Snídaně s mrtvolou         | Nicolas Picard-Dreyfuss | Thierry Debroux                                                    | 16. října 2020      | 24. dubna 2021     |

### Třetí řada (2021–)
| Č. v seriálu | Č. v řadě | Původní název                      | Český název   | Režie                   | Scénář                                        | Premiéra ve Francii | Premiéra v ČR |
| ------------ | --------- | ---------------------------------- | ------------- | ----------------------- | --------------------------------------------- | ------------------- | ------------- |
| 39           | 1         | La Nuit qui ne finit pas           | bude oznámeno | Nicolas Picard-Dreyfuss | Flore Kosinetz a Hélène Lombard               | 29. ledna 2021      | bude oznámeno |
| 40           | 2         | La Chambre noire                   | bude oznámeno | Nicolas Picard-Dreyfuss | Eliane Montane a Thomas Mansuy                | 5. února 2021       | bude oznámeno |
| 41           | 3         | Le Vallon                          | bude oznámeno | Alexandre Coffre        | Flore Kosinetz, Hélène Lombard a Gabor Rassov | 10. prosince 2021   | bude oznámeno |
| 42           | 4         | Quand les souris dansent           | bude oznámeno | Alexandre Coffre        | Thierry Debroux                               | 17. prosince 2021   | bude oznámeno |
| 43           | 5         | Quand les souris dansent           | bude oznámeno | Alexandre Coffre        | Thierry Debroux                               | bude oznámeno       | bude oznámeno |
| 44           | 6         | Jusqu'à ce que la mort nous sépare | bude oznámeno | Nicolas Picard-Dreyfuss | Flore Kosinetz a Hélène Lombard               | bude oznámeno       | bude oznámeno |
| 45           | 7         | Meurtres du 3e type                | bude oznámeno | Émilie Deleuze          | Bertrand Soulier a Hélène Lombard             | bude oznámeno       | bude oznámeno |
| 46           | 8         | En un claquement de doigt          | bude oznámeno | Émilie Deleuze          | Béatrice Fournera a Panayotis Pascot          | bude oznámeno       | bude oznámeno |